# Temnothorax corticalis
Temnothorax corticalis (лат.) — вид мелких муравьёв трибы Crematogastrini из подсемейства Myrmicinae семейства Formicidae. Встречаются в южной, центральной и восточной Европе, в том числе, Кавказ, Крым, причерноморская Россия и Украина. Мелкие желтовато-бурые муравьи (рабочие 2—3 мм, самки около 5 мм). Проподеальные шипики на заднегруди развиты. Стебелёк между грудкой и брюшком состоит из двух члеников: петиолюса и постпетиолюса (последний чётко отделён от брюшка), жало развито, куколки голые (без кокона). Дендробионт: гнёзда под корой, в желудях, в галлах.